# Karibib
Karibib – miasto w regionie Erongo w Namibii. Leży nad rzeką Khan w połowie drogi między Windhuk i Swakopmund przy drodze krajowej B2 (Trans-Kalahari Highway). Miasto słynie kamieniołomów aragonitu i marmuru oraz kopalni złota Navachab.

## Historia

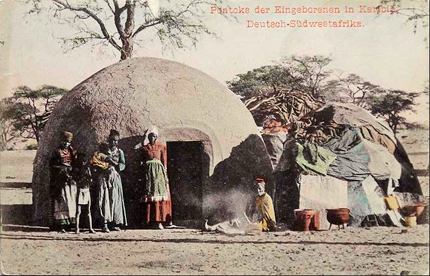
Karibib, Pontok - tradycyjny dom, koniec XIX wieku

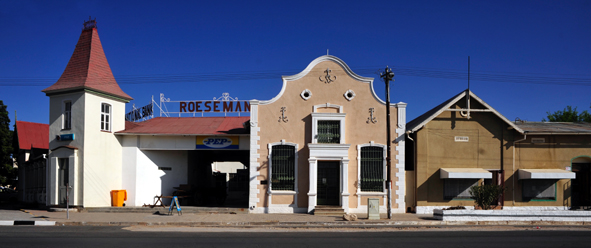
Dom Roesemannsów

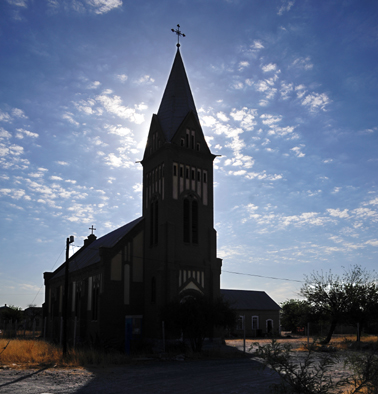
Kościół Chrystusa, wzniesiony 1909/10

Karibib był wodopojem znanym Hererom pod nazwą Otjandjomboimwe. Spodziewając się możliwości biznesowych wynikających z prac przy budowie linii kolejowej pomiędzy Swakopmund i Windhuk, Eduard Hälbich Junior kupiec z Otjimbingwe kupił od przywódcy Herero Zachariasa Zeraua wodopój i 20000 ha gruntów go otaczających. Umowa została sfinalizowana 7 stycznia 1895, a cena nabycia wynosiła 22500 Reichsmark i dwa wozy oraz 742 funty 5 szylingów, które Zeraua miał do oddania jako dług w sklepie Hälbicha w Otjimbingwe.
Hälbich otworzył w Karibib w 1897 roku kolejny sklep. Osada zaczęła się szybko rozwijać począwszy od 30 maja 1900 roku gdy dotarła tu kolej. 1 czerwca tego samego roku linia kolejowa Swakopmund–Windhuk została oficjalnie otwarta. Ten dzień traktowany jest jako dzień założenia Karibib, w którym znajdował się dworzec kolejowy, praktyka lekarska, więzienie oraz budynki mieszkalne, a populacja wynosiła 274 osób. Rozwój osady wpłynął niekorzystnie na Otjimbingwe, przez które przestały podróżować karawany na rzecz nowej trasy przez Karibib.
1 lipca 1901 roku Karibib został oddzielony od administracji dystryktu w Omaruru, 1 grudnia 1901 przeniesiono centralną administrację protektoratu z Otjimbingwe do Karibib. W 1902 roku rozpoczęto przedłużanie linii kolejowej do Windhuk. Od 1904 roku Karibib odgrywał ważną rolę w transporcie oddziałów podczas wojny między Nama i Herero. Pod koniec wojny w 1907 roku Karibib liczył 316 białych mieszkańców, a pozostałe grunty Herero zostały wywłaszczone i zaoferowane białym farmerom. W 1909 roku powołano gminę Karibib a jej burmistrzem został Eduard Hälbich.

### Historyczne budynki
Najstarszym budynkiem w Karibib jest Roesemannhaus (dom Roesemannsów) wzniesiony w 1900 roku wkrótce po założeniu miasta. Innymi historycznymi budowlami są Wollhaus (Dom wełniany) wzniesiony w 1900 roku z lokalnego marmuru, budynek stacji kolejowej (1901), Kaiserbrunnen (fontanna cesarza, 1906/08) oraz Kościół Chrystusa (1910).